# Secretaria para os Assuntos Sociais e Cultura
A Secretaria para os Assuntos Sociais e Cultura(SASC) (em chinês: 社會文化司) é a entidade responsável pela definição das políticas da área de assuntos sociais e cultura e pela fiscalização dos serviços públicos da referida área, do Governo da Região Administrativa Especial de Macau, cujo secretário é o titular dos principais cargos e é nomeado pelo Conselho de Estado da República Popular da China (Governo Popular Central), sob proposta do Chefe do Executivo.

## Competências
O Secretário para os Assuntos Sociais e Cultura exerce as competências nas seguintes áreas da governação :
- Educação;
- Saúde;
- Acção Social;
- Cultura;
- Turismo;
- Desporto;
- Juventude.
- Segurança social;
- Indústrias culturais
- Reinserção social.

## Estrutura orgânica
|                   |                   |                   |                   |                   |                   |  |  |                                               |                                               |                                               |                                               |                                               |                                               |  |  |                    |                    |                    |                    |                    |                    |  |  |                                  |                                  |                                  |                                  |                                  |                                  |                  |                  |                           |                           |                           |                           |                           |                           | Secretaria para os Assuntos Sociais e Cultura |  |                         |                         |                         |                         |                         |                         |                                         |                                         |                                          |                                          |                                          |                                          |                                          |                                          |                                                                 |                                                                 |                                                                 |                                                                 |                                                                 |                                                                 |                       |                       |  |  |                                |                                |                                |                                |                                |                                |  |  |                                          |                                          |                                          |                                          |                                          |                                          |  |  |                           |                           |                           |                           |                           |                           |  |  |                                |                                |                                |                                |                                |                                |  |  |  |  |  |  |  |  |  |  |  |  |  |  |  |  |  |  |
|                   |                   |                   |                   |                   |                   |  |  |                                               |                                               |                                               |                                               |                                               |                                               |  |  |                    |                    |                    |                    |                    |                    |  |  |                                  |                                  |                                  |                                  |                                  |                                  |                  |                  |                           |                           |                           |                           |                           |                           |                                               |  |                         |                         |                         |                         |                         |                         |                                         |                                         |                                          |                                          |                                          |                                          |                                          |                                          |                                                                 |                                                                 |                                                                 |                                                                 |                                                                 |                                                                 |                       |                       |  |  |                                |                                |                                |                                |                                |                                |  |  |                                          |                                          |                                          |                                          |                                          |                                          |  |  |                           |                           |                           |                           |                           |                           |  |  |                                |                                |                                |                                |                                |                                |  |  |  |  |  |  |  |  |  |  |  |  |  |  |  |  |  |  |
|                   |                   |                   |                   |                   |                   |  |  |                                               |                                               |                                               |                                               |                                               |                                               |  |  |                    |                    |                    |                    |                    |                    |  |  |                                  |                                  |                                  |                                  |                                  |                                  |                  |                  |                           |                           |                           |                           |                           |                           |                                               |  |                         |                         |                         |                         |                         |                         |                                         |                                         |                                          |                                          |                                          |                                          |                                          |                                          |                                                                 |                                                                 |                                                                 |                                                                 |                                                                 |                                                                 |                       |                       |  |  |                                |                                |                                |                                |                                |                                |  |  |                                          |                                          |                                          |                                          |                                          |                                          |  |  |                           |                           |                           |                           |                           |                           |  |  |                                |                                |                                |                                |                                |                                |  |  |  |  |  |  |  |  |  |  |  |  |  |  |  |  |  |  |
|                   |                   |                   |                   |                   |                   |  |  |                                               |                                               |                                               |                                               |                                               |                                               |  |  |                    |                    |                    |                    |                    |                    |  |  |                                  |                                  |                                  |                                  | Gabinete do SASC                 | Gabinete do SASC                 | Gabinete do SASC | Gabinete do SASC | Gabinete do SASC          | Gabinete do SASC          |                           |                           |                           |                           |                                               |  |                         |                         |                         |                         |                         |                         | Gabinete de Gestão de Crises do Turismo | Gabinete de Gestão de Crises do Turismo | Gabinete de Gestão de Crises do Turismo  | Gabinete de Gestão de Crises do Turismo  | Gabinete de Gestão de Crises do Turismo  | Gabinete de Gestão de Crises do Turismo  |                                          |                                          | Centro de Promoção e Informação Turística de Macau, em Portugal | Centro de Promoção e Informação Turística de Macau, em Portugal | Centro de Promoção e Informação Turística de Macau, em Portugal | Centro de Promoção e Informação Turística de Macau, em Portugal | Centro de Promoção e Informação Turística de Macau, em Portugal | Centro de Promoção e Informação Turística de Macau, em Portugal |                       |                       |  |  |                                |                                |                                |                                |                                |                                |  |  |                                          |                                          |                                          |                                          |                                          |                                          |  |  |                           |                           |                           |                           |                           |                           |  |  |                                |                                |                                |                                |                                |                                |  |  |  |  |  |  |  |  |  |  |  |  |  |  |  |  |  |  |
|                   |                   |                   |                   |                   |                   |  |  |                                               |                                               |                                               |                                               |                                               |                                               |  |  |                    |                    |                    |                    |                    |                    |  |  |                                  |                                  |                                  |                                  | Gabinete do SASC                 | Gabinete do SASC                 | Gabinete do SASC | Gabinete do SASC | Gabinete do SASC          | Gabinete do SASC          |                           |                           |                           |                           |                                               |  |                         |                         |                         |                         |                         |                         | Gabinete de Gestão de Crises do Turismo | Gabinete de Gestão de Crises do Turismo | Gabinete de Gestão de Crises do Turismo  | Gabinete de Gestão de Crises do Turismo  | Gabinete de Gestão de Crises do Turismo  | Gabinete de Gestão de Crises do Turismo  |                                          |                                          | Centro de Promoção e Informação Turística de Macau, em Portugal | Centro de Promoção e Informação Turística de Macau, em Portugal | Centro de Promoção e Informação Turística de Macau, em Portugal | Centro de Promoção e Informação Turística de Macau, em Portugal | Centro de Promoção e Informação Turística de Macau, em Portugal | Centro de Promoção e Informação Turística de Macau, em Portugal |                       |                       |  |  |                                |                                |                                |                                |                                |                                |  |  |                                          |                                          |                                          |                                          |                                          |                                          |  |  |                           |                           |                           |                           |                           |                           |  |  |                                |                                |                                |                                |                                |                                |  |  |  |  |  |  |  |  |  |  |  |  |  |  |  |  |  |  |
|                   |                   |                   |                   |                   |                   |  |  |                                               |                                               |                                               |                                               |                                               |                                               |  |  |                    |                    |                    |                    |                    |                    |  |  |                                  |                                  |                                  |                                  |                                  |                                  |                  |                  |                           |                           |                           |                           |                           |                           |                                               |  |                         |                         |                         |                         |                         |                         |                                         |                                         |                                          |                                          |                                          |                                          |                                          |                                          |                                                                 |                                                                 |                                                                 |                                                                 |                                                                 |                                                                 |                       |                       |  |  |                                |                                |                                |                                |                                |                                |  |  |                                          |                                          |                                          |                                          |                                          |                                          |  |  |                           |                           |                           |                           |                           |                           |  |  |                                |                                |                                |                                |                                |                                |  |  |  |  |  |  |  |  |  |  |  |  |  |  |  |  |  |  |
| Serviços de Saúde | Serviços de Saúde | Serviços de Saúde | Serviços de Saúde | Serviços de Saúde | Serviços de Saúde |  |  | Direcção dos Serviços de Educação e Juventude | Direcção dos Serviços de Educação e Juventude | Direcção dos Serviços de Educação e Juventude | Direcção dos Serviços de Educação e Juventude | Direcção dos Serviços de Educação e Juventude | Direcção dos Serviços de Educação e Juventude |  |  | Instituto Cultural | Instituto Cultural | Instituto Cultural | Instituto Cultural | Instituto Cultural | Instituto Cultural |  |  | Direcção dos Serviços de Turismo | Direcção dos Serviços de Turismo | Direcção dos Serviços de Turismo | Direcção dos Serviços de Turismo | Direcção dos Serviços de Turismo | Direcção dos Serviços de Turismo |                  |                  | Instituto de Acção Social | Instituto de Acção Social | Instituto de Acção Social | Instituto de Acção Social | Instituto de Acção Social | Instituto de Acção Social |                                               |  | Instituto de Desportivo | Instituto de Desportivo | Instituto de Desportivo | Instituto de Desportivo | Instituto de Desportivo | Instituto de Desportivo |                                         |                                         | Direcção dos Serviços do Ensino Superior | Direcção dos Serviços do Ensino Superior | Direcção dos Serviços do Ensino Superior | Direcção dos Serviços do Ensino Superior | Direcção dos Serviços do Ensino Superior | Direcção dos Serviços do Ensino Superior |                                                                 |                                                                 | Universidade de Macau                                           | Universidade de Macau                                           | Universidade de Macau                                           | Universidade de Macau                                           | Universidade de Macau | Universidade de Macau |  |  | Instituto Politécnico de Macau | Instituto Politécnico de Macau | Instituto Politécnico de Macau | Instituto Politécnico de Macau | Instituto Politécnico de Macau | Instituto Politécnico de Macau |  |  | Instituto de Formação Turística de Macau | Instituto de Formação Turística de Macau | Instituto de Formação Turística de Macau | Instituto de Formação Turística de Macau | Instituto de Formação Turística de Macau | Instituto de Formação Turística de Macau |  |  | Fundo de Segurança Social | Fundo de Segurança Social | Fundo de Segurança Social | Fundo de Segurança Social | Fundo de Segurança Social | Fundo de Segurança Social |  |  | Fundo das Indústrias Culturais | Fundo das Indústrias Culturais | Fundo das Indústrias Culturais | Fundo das Indústrias Culturais | Fundo das Indústrias Culturais | Fundo das Indústrias Culturais |  |  |  |  |  |  |  |  |  |  |  |  |  |  |  |  |  |  |

## Mandatos de cada Secretário
1. Fernando Chui Sai On (20 de Dezembro de 1999 a 14 de Maio de 2009)[2]
  - Edmund Ho Hau-wah (14 de Maio de 2009 a 19 de Dezembro de 2009* Acumulação de funções de SASC)
2. Cheong U (20 de Dezembro de 2009 a 19 de Dezembro de 2014)
3. Tam Chon Weng Alexis (20 de Dezembro de 2014 a 19 de Dezembro de 2019)
4. Ao Ieong U  (19 de Dezembro de 2019 até ao presente)